# Gruppo universitario fascista
Pour les articles homonymes, voir GUF.

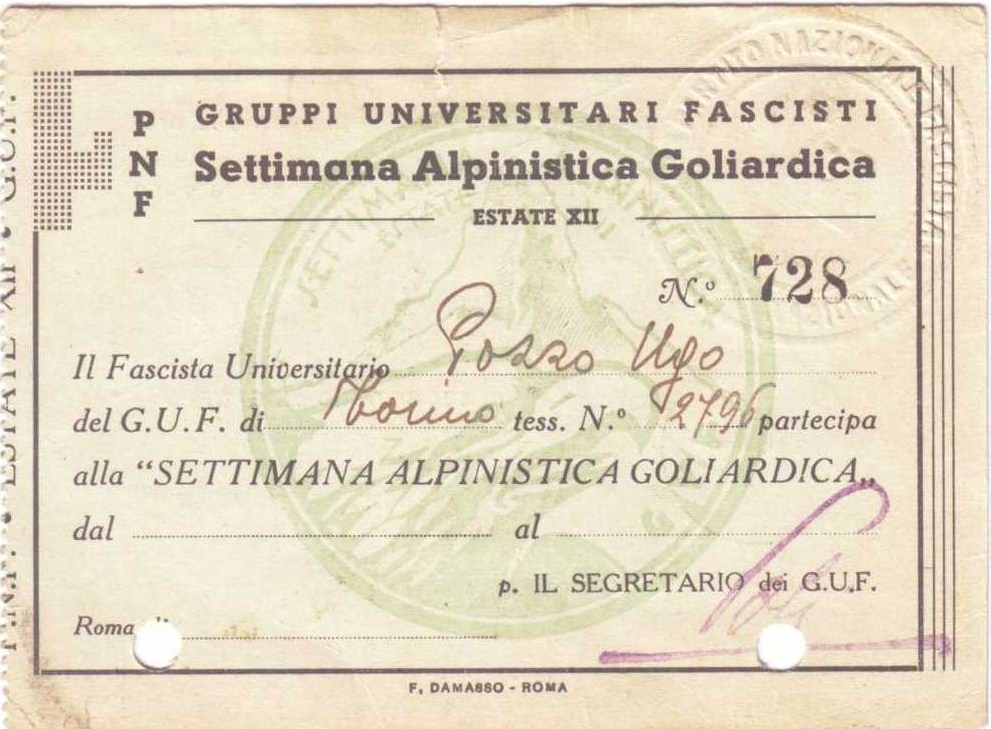
Carte de participation à une activité sportive des GUF en 1934.

Les Gruppi universitari fascisti (GUF, Groupes universitaires fascistes, au singulier : Gruppo universitario fascista : Groupe universitaire fasciste) étaient l'organisation étudiante faisant partie du Parti national fasciste italien. Fondés en 1927, ils rassemblaient tous les étudiants italiens qui étaient obligés de s'y inscrire.
Le but des GUF était d'éduquer la future classe dirigeante suivant la doctrine du régime fasciste de Mussolini.
Dès 1934, ils organisent des rencontres annuelles, dites Littoriali, consacrées à la culture et à l'art, qui rejoindraient celle du sport, créée en 1932.
Les GUF tentent de récupérer la feluca, un chapeau symbole de la Goliardia, association traditionnelle des étudiants italiens, à l'origine de la Corda Fratres, une association internationale étudiante particulièrement présente en Italie.

## Membres célèbres
L'inscription obligatoire à l'organisation fait qu'une grande partie de la classe dirigeante de l'après-guerre, même des fervents anti-fascistes, y adhère[réf. nécessaire].
- Mario Alicata (it)
- Giorgio Almirante
- Michelangelo Antonioni
- Giorgio Bassani
- Carlo Bo
- Luigi Comencini
- Renato Guttuso
- Pietro Ingrao
- Aldo Moro
- Giorgio Napolitano
- Alessandro Natta
- Pier Paolo Pasolini
- Aldo Vidussoni
- Giaime Pintor (it)
- Antonello Trombadori

## Sources
- (it) Cet article est partiellement ou en totalité issu de l’article de Wikipédia en italien intitulé « Gruppo Universitario Fascista » (voir la liste des auteurs).

## Lens externes
- Notice dans un dictionnaire ou une encyclopédie généraliste :   - Dizionario di Storia
- Notices d'autorité :   - VIAF
  - BnF (données)
  - IdRef
  - LCCN
  - GND
  - Israël
  - Vatican
  - WorldCat